# Maligawila
Maligawila är en administrativ by i Sri Lanka.   Den ligger i provinsen Uvaprovinsen, i den sydöstra delen av landet, 170 km öster om huvudstaden Colombo.